# Agua segura (canción)
«Agua segura» es una canción interpretada por la cantante chilena Denise Rosenthal en colaboración con la intérprete española Mala Rodríguez. Se estrenó como el segundo principal de su próximo álbum de estudio el 13 de junio de 2019 por Universal Music Chile.

## Antecedentes y lanzamiento
«Agua segura» presenta la primera colaboración de la cantante junto a la española Mala Rodríguez, se estrenó a través de Universal Music Chile el 13 de junio de 2019, como sencillo principal del próximo álbum aún sin nombre de la cantante.

## Composición
El tema aborda el empoderamiento femenino, la aceptación, el respeto y la autoestima. «La Mala para mi es una de las grandes referentes de la música hispanoamericana desde siempre, por lo que es un honor tenerla en este proyecto, le mandé la canción y le encantó, estuvo súper dispuesta a todo, así que estoy muy agradecida y orgullosa de este trabajo» explicó Denise sobre la participación de la española en la canción.

## Vídeo musical
El video musical dirigido por Miguel L. Garrido, se estrenó el 13 de junio de 2019. Fue grabado en España y Chile contando con la participación de Denise y Mala Rodríguez, además de la actriz española Nadia de Santiago, protagonista de la serie Las chicas del cable de Netflix. El video musical aborda también la sequía de Laguna Aculeo en Santiago de Chile, que desde mayo de 2018 se declaró seca. En la toma final del mismo, se encuentra escrita la leyenda: «Dedicado al pueblo de Aculeo, quienes sufren en silencio por aquella anhelada agua segura».

## Posicionamiento en listas
| Listas (2019)          | Mejor posición |
| ---------------------- | -------------- |
| Chile (Monitor Latino) | 9              |

## Premios y nominaciones
| Año  | Premio         | Categoría       | Resultado | ref.   |
| ---- | -------------- | --------------- | --------- | ------ |
| 2020 | Premios Pulsar | Canción del año | Nominada  | [ 14 ] |